# Entedon marci
Entedon marci är en stekelart som beskrevs av Askew 1992. Entedon marci ingår i släktet Entedon och familjen finglanssteklar. Inga underarter finns listade i Catalogue of Life.